# Scopula conduplicata
Scopula conduplicata là một loài bướm đêm trong họ Geometridae.